# Lockhart (Texas)
Pour les articles homonymes, voir Lockhart.
La ville américaine de Lockhart est le siège du comté de Caldwell, dans l’État du Texas. Sa population s’élevait à 12 698 habitants lors du recensement de 2010, estimée à 13 527 habitants en 2016.

## Source
- (en) Cet article est partiellement ou en totalité issu de l’article de Wikipédia en anglais intitulé « Lockhart, Texas » (voir la liste des auteurs).